# Грінченко Борис Дмитрович
Борис Дмитрович Грінче́нко (27 листопада [9 грудня] 1863, хутір Вільховий Яр, поблизу села Руські Тишки, Роганська волость, Харківська губернія — 23 квітня [6 травня] 1910, Оспедалетті, Королівство Італія) — український письменник, педагог, лексикограф, літературознавець, етнограф, історик, публіцист, громадсько-культурний діяч. Редактор низки українських періодичних видань, автор фундаментальних етнографічних, мовознавчих, літературознавчих, педагогічних праць, історичних нарисів, перших підручників з української мови й літератури, зокрема «Рідного слова» — книги для читання в школі. Укладач чотиритомного тлумачного «Словаря української мови». Обстоював поширення української мови в школі та в установах. Один із організаторів і керівників «Просвіти», активний член Братства тарасівців, співзасновник Української радикальної партії (1904). Криптоніми та псевдоніми: Б., Б. Г., В. Ч., Г., В-ий, П. В-ий, Б. Грин-ко, М-р-с, Вартовий, П. Вартовий, Б. Вільхівський, М. Гримач, Немірич, Перекотиполе, Іван Перекотиполе, Н. Сельський, Чайченко, В. Чайченко, Василь Чайченко, Чемеріч, Леонід Яворенко, С. Ярошенко.

## Життєпис

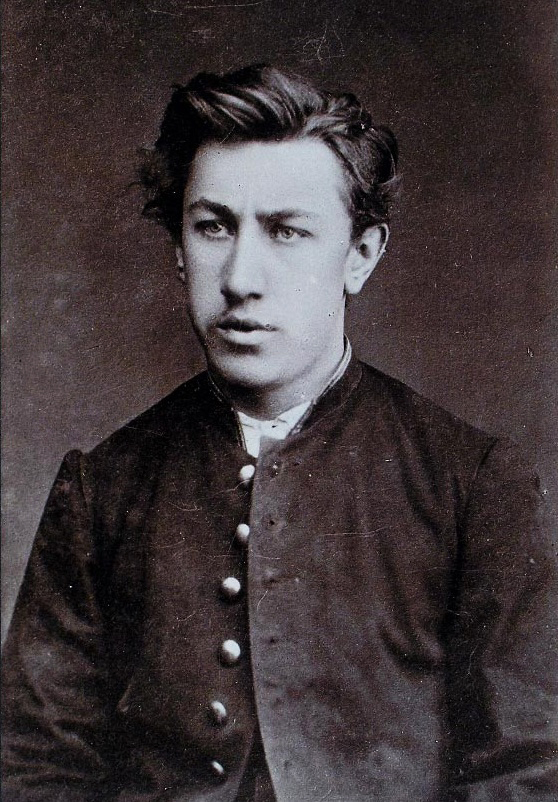
Грінченко в молоді роки

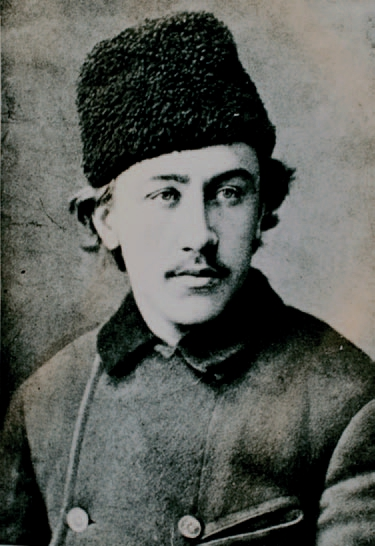
Грінченко — народний учитель. 1883

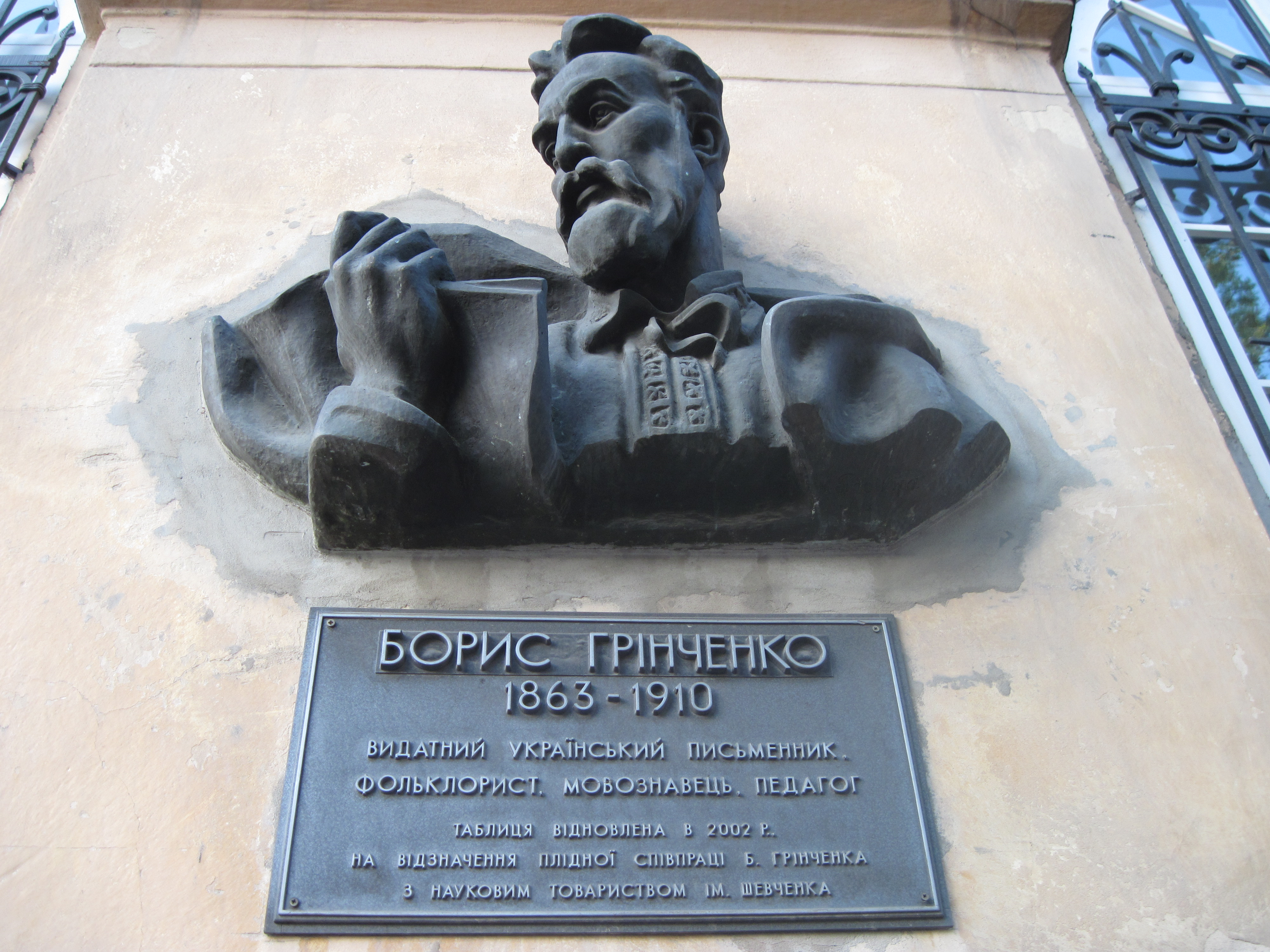
Меморіальна таблиця на вул. Лисенка у Львові

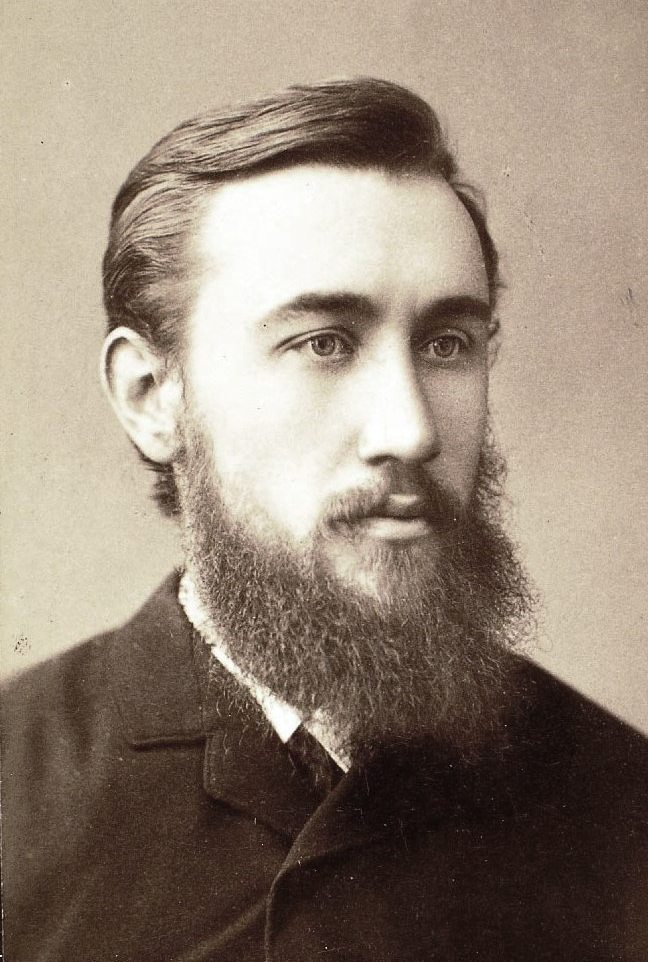
Борис Грінченко

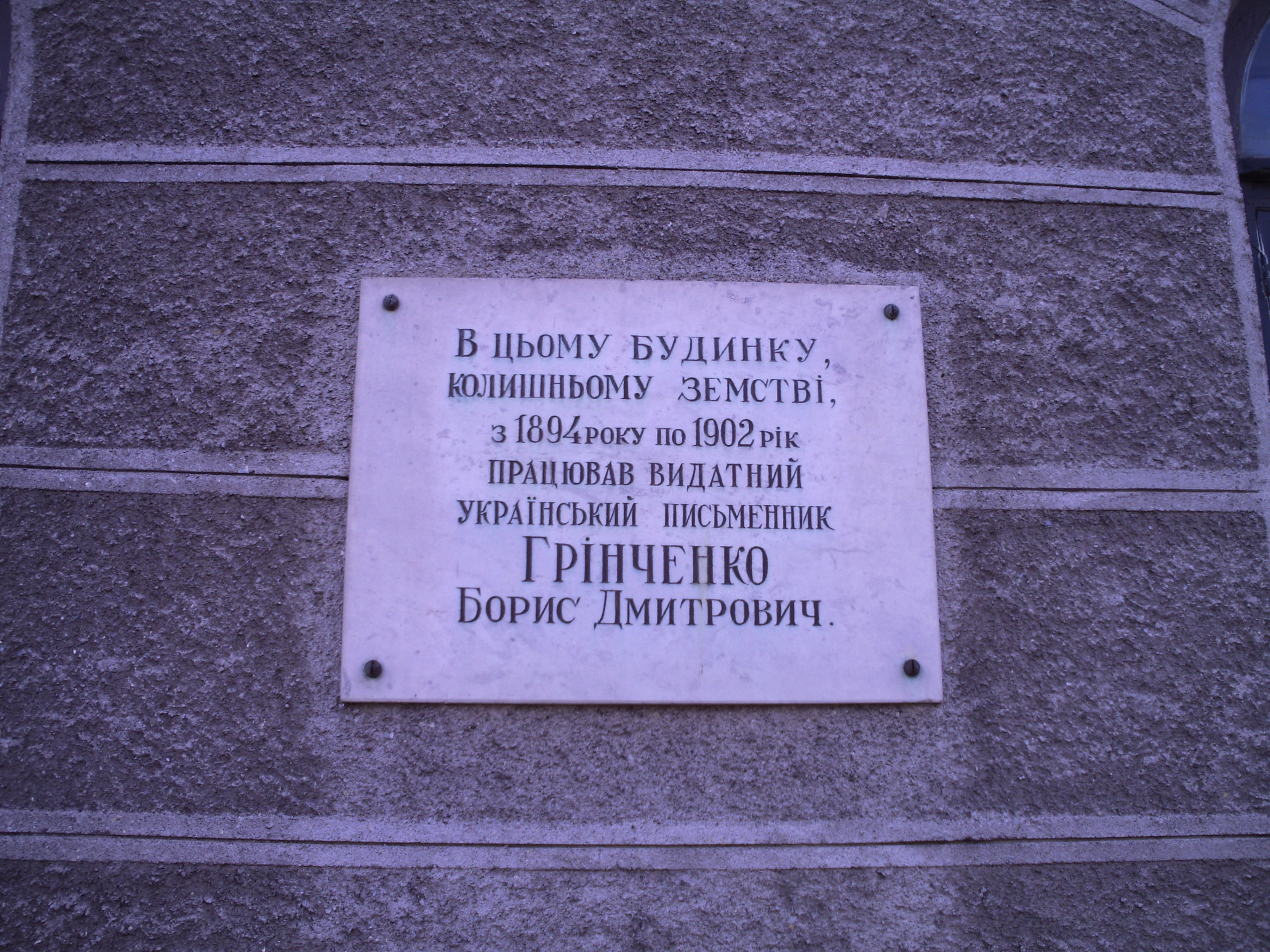
Меморіальна дошка на будівлі Чернігівської обласної державної адміністрації (2011)

Народився 9 грудня 1863 року в родині збіднілих дрібнопомісних дворян на зниклому тепер хуторі Вільховий Яр біля села Руські Тишки на Харківщині (деякі джерела вказують місцем народження інший хутір Вільховий Яр, який тепер увійшов до складу селища Прелесне Харківського району). Навчився читати в 5 років, перечитав всю батьківську бібліотеку, почав писати вірші.
У 1874—1879 роках навчався в Харківському реальному училищі, де зблизився з народницькими гуртками. За поширення заборонених царським урядом видань його заарештували і кілька місяців тримали в ув'язненні. Після звільнення довелося залишити навчання і самому почати заробляти на життя.
Склавши при Харківському університеті іспити на звання народного вчителя, Грінченко з 1881 до 1893 р.(за винятком 1886—1887 рр., коли був статистиком у Херсонському губернському земстві) учителював на Слобожанщині і Катеринославщині. 1887 року разом з дружиною мешкав на Донбасі в селищі Олексіївка (Катеринославська губ., зараз Луганська обл.) та працював у народній школі Христі Алчевської. Багато писав, його твори регулярно друкувалися в журналах та альманахах. Вийшли в світ його поетичні збірки «Пісні Василя Чайченка» (1884), «Під сільською стріхою» (1886), «Під хмарним небом» (1893), «Пісні та думи» (1895), «Хвилини» (1903).
З 1894 року працював у Чернігівському губернському земстві. За час роботи у земстві Грінченко написав дилогію — «Серед темної ночі» (1901) і «Під тихими вербами» (1902), опублікував п'єси «Лісні зорі» (1897), «Нахмарило» (1897), «Степовий гість» (1898), «Серед бурі» (1899), «На громадській роботі» (1901). Борис Грінченко був людиною надзвичайно працелюбною. Як справжній патріот, видав «Етнографічні матеріали, зібрані в Чернігівській і сусідніх з нею губерніях» у трьох томах (1895—1899), «З вуст народу» (1900), «Література українського фольклору (1777—1900)» (1901).
1891 року засновано Братство тарасівців, активним діячем якого невдовзі став Грінченко.
1902 року переїхав до Києва. За дорученням київської Громади 2 роки збирав разом із дружиною Марією Загірною матеріали для «Словаря украинского языка», до якого увійшли 70 000 українських слів з літературних творів та фольклорних джерел. Словник вийшов у 4 томах (тт. 1-4, 1907—1909). Ця праця Грінченка отримала премію Російської академії наук. Це був видатний твір початку ХХ сторіччя, вдруге перевидавався через 49 років.
З 1904 — став одним із лідерів новоствореної Української демократичної партії.
Наприкінці 1904 р. очолив ліву течію УДП, яка утворила Українську радикальну партію, наприкінці 1905 р. об'єдналася з УДП в Українську демократично-радикальну партію. З 1906 р. — працівник газети «Громадська думка» та редактор журналу «Нова Громада». В 1906—1909 рр. очолював київську «Просвіту». Грінченко належав до гурту найвизначніших представників українського народництва. У період найбільшого розмаху великодержавно-шовіністичної політики російського уряду в Україні виступав за послідовне проведення національно-культурницької роботи серед українського суспільства. Свої політичні погляди виклав у написаній ним програмі УДРП та у «Листах з Наддніпрянської України» (газета «Буковина», 1892—1893).
У 1905 за ініціативи Б. Д. Грінченка та інших була утворена Всеукраїнська учительська спілка (ВУУС) — професійна українська організація вчителів і діячів народної освіти. Під час Першої російської революції 1906 року був головним редактором місячника «Нова громада».
Підірване сухотою здоров'я письменника (наслідки харківського ув'язнення) не витримало напруженого, безперервного ритму. Останньою краплею його життєвого випробування стала смерть дочки Насті та її малорічного сина. Різке загострення хвороби змусило письменника вирушити на лікування до Королівства Італія.
6 травня 1910 року Грінченко помер в Оспедалетті, Лігурія. Поховано Грінченка у Києві, на Байковому кладовищі.

## Творчість

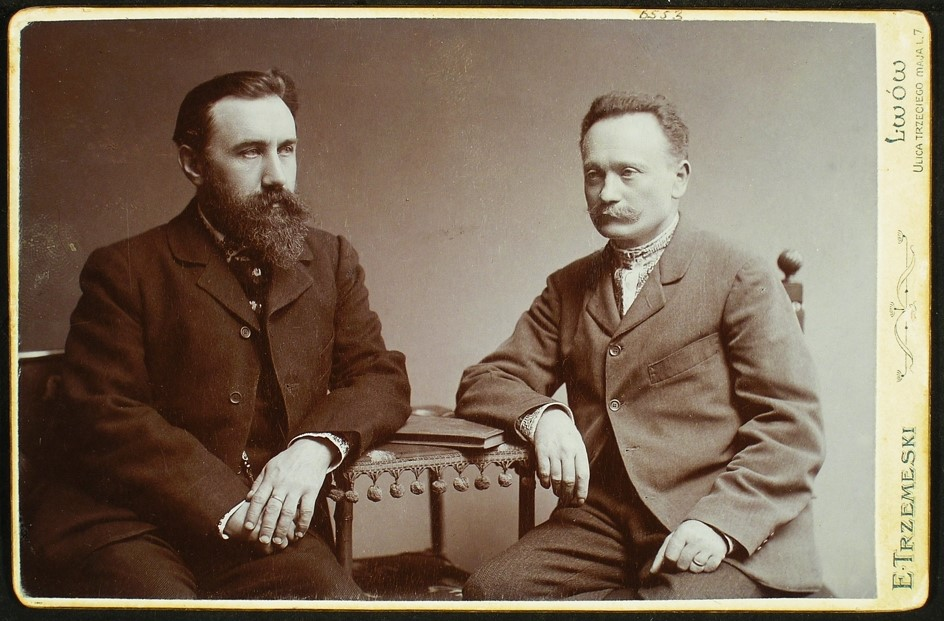
Борис Грінченко та Іван Франко. Львів.

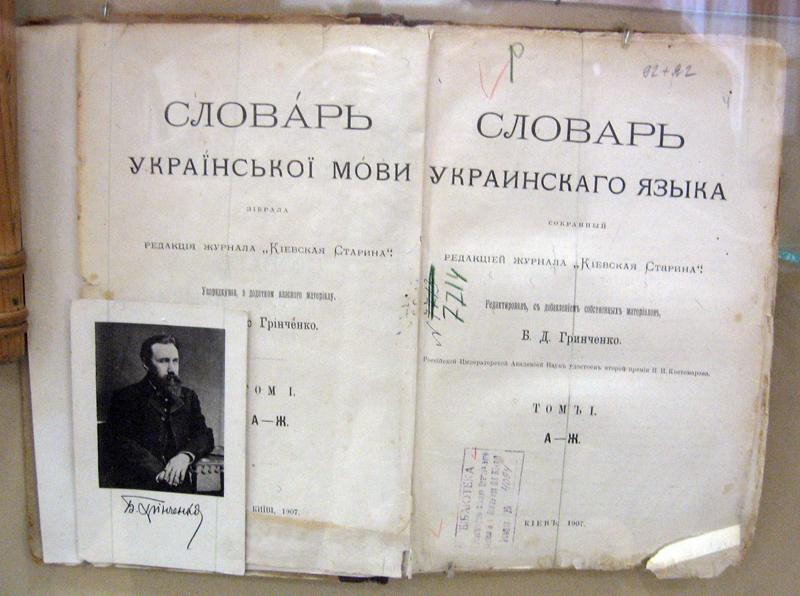
«Словар української мови», Київ, 1909 р.

Літературну діяльність розпочав у 80-х роках XIX століття. Автор близько 50 оповідань («Чудова дівчина», 1884; «Екзамен», 1884; «Без хліба», 1884; «Сама, зовсім сама», 1885; «Олеся», 1890; «Украла», 1891; «Дзвоник», 1897 та ін.), повістей («Сонячний промінь», 1890; «На розпутті», 1891; «Серед темної ночі», 1900; «Під тихими вербами», 1901), збірок поезії («Пісні Василя Чайченка», 1884; «Під сільською стріхою», 1886; «Під хмарним небом», 1893 та ін.).
Історичній темі присвячені драми: «Серед бурі» (1897), «Степовий гість» (1897), «Ясні зорі» (1884—1900).
Перекладав твори Фрідріха Шиллера, Йогана-Вольфганга Ґете, Генріха Гейне, Віктора Гюго та ін.
Впорядкував і видав у трьох книгах «Етнографічні матеріали зібрані в Чернігівській і сусідніх з нею губерніях» (т.т. 1-3, 1895-99). Йому належать цінні збірки народної творчості «Пісні та думи» (1895), «Думи кобзарські» (1897), «Веселий оповідач» (1898), «Изъ устъ народа. Малорусскіе рассказы, сказки и пр.» (1901) та ін.
Працюючи в галузі народної освіти, свої педагогічні погляди виклав у працях: «Яка тепер народна школа в Україні» (1896), «Народні вчителі і вкраїнська школа» (1906), «На беспросветном пути. Об украинской школе» (1906) та ін. Боровся за навчання українських дітей рідною мовою, виступав за чистоту української літературної мови. Створив кілька шкільних підручників, серед яких «Українська граматика», «Рідне слово».
Одним із найяскравіших творів Грінченка є вірш «Землякам, що раз на рік збираються на Шевченкові роковини співати гімн» (1898 р.), в якому поет висловив своє бачення ставлення української псевдоінтелігенції до України.
Землякам, що раз на рік збираються на Шевченкові роковини співати гімн
| Ще не вмерла Україна, Але може вмерти: Ви самі її, ледачі, Ведете до смерти! Не хваліться, що живе ще Наша воля й слава: Зрада їх давно стоптала, Продала, лукава. Ваші предки торгували Людськими правами, Їх продавши, породили Нас на світ рабами. Не пишайтеся ж у співах Ви козацьким родом: Ви раби, хоча й пани ви Над своїм народом. Україна вам не мати, Є вам инша пані, |

| Зрадних прадідів нікчемних Правнуки погані! Тільки той достойний щастя, Хто боровсь за його, Ви ж давно покірні слуги Ледарства гидкого. Ви ж давно не люди — трупи Без життя і сили, Ваше місце — кладовище, Яма та могили. Як живі покинуть мертвих, Щоб з живими стати, «Ще не вмерла Україна» Будемо співати. Як живі покинуть мертвих, Прийде та година, Що ділами, не словами Оживе Вкраїна. |

Ще влітку 1891 року ряд національно свідомих українців проголосили себе продовжувачами справи великого Кобзаря, створили «Братство тарасівців», яке об'єднувало студентську молодь та викладачів київських і харківських вузів. У своїй програмі вони проголошували:
«Ми мусимо дбати про те, щоб українська мова запанувала скрізь на Вкраїні: в родині, в усяких справах, як приватних, так і загально суспільних, у громаді, у літературі і навіть у зносинах з усіма іншими народами, що живуть на Україні. Так, кожен з нас, свідомих українців, має промовляти в родині, в товаристві і взагалі скрізь, де його зрозуміють, по-українському».
Щоденна наполеглива, натхненна культурно-освітня праця повинна була прищепити кожному українцеві непохитне переконання самоідентифікації, аби «відрізняти свою націю від інших і підносити національне питання й право вкраїнської нації скрізь, де тільки можливо».
У своїх «Листах з України Наддніпрянської», надрукованих у «Буковині» в 1892—1893 pp., він робить критичний огляд тогочасного суспільного стану, звертається до аналізування причин занепаду національних змагань та висловлює думи й побажання щодо активізації процесів відродження.
Автор однієї з перших біографічних праць про Пантелеймона Куліша.

## Родина

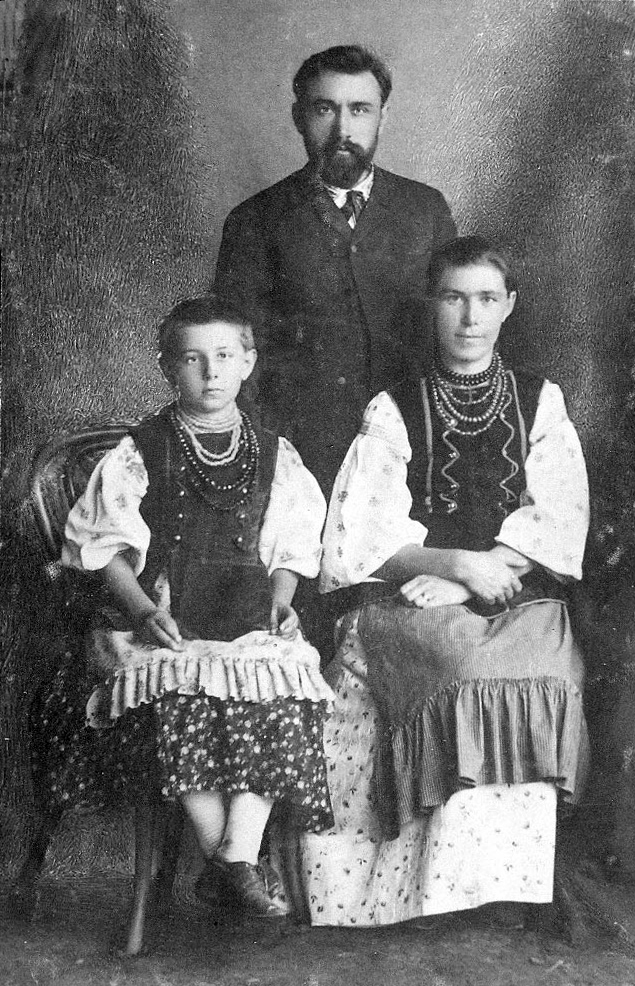
Борис Грінченко з дружиною та донькою

Борис Грінченко був одружений з Марією (1863—1928), до шлюбу Гладиліною. Вони повінчалися 10 лютого 1884 року в приміщенні школи в селі Нижня Сироватка (нині Сумська область), де Борис на той час був завідувачем. Грінченко з дружиною були дуже близькі, окрім кохання їх єднала спільність переконань і життєвих позицій. Напередодні весілля Марія писала нареченому: «Ми любимо один одного, у нас тепер одна душа, але любов до України і спільна праця на користь їй ще дужче з'єднають нас і дадуть силу перемогти все. Але ти це й сам розумієш ще краще мене… Твоя Маруся».
У подружжя була лише одна дитина — донька Настя. Вона цікавилась українським національним рухом, перекладала, писала, захоплювалась музикою. Після закінчення гімназії у Києві, Настя Грінченко вирушила до Львова, де записалася на філософський факультет і слухала лекції професорів Грушевського, Колесси, Студинського. Значне враження справила на неї зустріч з Іваном Франком. Крім того, вона познайомилася з членами РУП, що її повністю захопило. Приїжджаючи додому, до Києва, не зважаючи на перевірки, Анастасія привозила підпільну літературу. Таким чином вона стала активною учасницею соціал-демократичного робітничого руху.
Архівні документи засвідчують пряму причетність Анастасії Грінченко до збройних виступів протягом революції 1905—1907 років, в яких вона брала участь зі своїм нареченим. Після того як її було ув'язнено, на початку 1906 року в Анастасії розвинувся туберкульоз. Борис та Марія докладали великих зусиль, аби звільнити доньку за станом здоров'я. Туберкульоз розвивався швидко й 1 жовтня 1908 року Анастасія Грінченко померла. Невдовзі помер немовлям і її єдиний син. Ці смерті дуже підірвали здоров'я Бориса, він помер за півтора року після доньки.

## Бібліографічна діяльність
Грінченко належав до активних дописувачів критико-бібліографічного відділу журналу «Зоря». Свої зведені праці з поточної бібліографії він публікував під назвою «Новості української літератури» і «Нові українські книжки» під псевдонімами В. Чайненко і В. Вільхівський. Це були інформаційно-бібліографічні повідомлення з побіжними оцінками видань або збірники рецензій. Такий зведений матеріал бібліограф подав за 1886 та 1889 рр. У 1890-ті рр. він вміщував в «Зорі» окремі рецензії, іноді оцінював і львівські книжки. Грінченко вимагав від редакції «Зорі» систематичної роботи в ділянці поточної бібліографічної інформації, вказував на недостатнє рецензування продукції галицьких друкарень, пропуски окремих творів, висловлювався за публікацію оглядів щомісячних періодичних видань.
Особливою увагою Грінченка користувалася література для народного читання. Він присвятив їй спеціальну статтю «Популярні книжки», нерідко робив відгуки на новинки цієї літератури.

## Вшанування пам'яті

Пам'ятник Борису Грінченку у Києві, біля університету його імені. Автори: скульптор М. Обезюк, архітектор М. Босенко

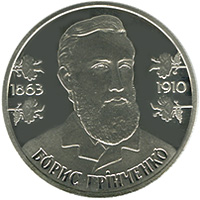
Ювілейна монета НБУ «Борис Грінченко», 2013

На честь Бориса Грінченка назване село Грінченкове в Охтирському районі Сумської області. Його ім'я мають вулиці у Львові, Києві, Харкові та інших містах. Також на честь письменника були названі Київський столичний університет імені Бориса Грінченка, загальноосвітня школа у селі Нижня Сироватка, у минулому — Народна школа у Львові, у 1918 році — гімназія в Умані у 1917—1919 роках — початкова школа в селі Новосілки (сьогодні Білорусь) та інші.
Всеукраїнське товариство «Просвіта» імені Тараса Шевченка щороку відзначає Премією імені Бориса Грінченка учених, просвітян, громадських і політичних діячів, які зробили значний внесок у розбудову незалежної України, утвердження державної української мови, розвиток національної культури, відродження історичної пам'яті, формування національної свідомості та піднесення духовності й добробуту українського народу, просвітницьку і подвижницьку діяльність в ім'я України.
22 серпня 2011 року в Києві було відкрито пам'ятник Борисові Грінченку (скульптор — Микола Обезюк, архітектор — Микола Босенко). 4 липня 2012 року Верховною Радою України було ухвалено Постанову «Про відзначення 150-річчя з дня народження Бориса Грінченка». 22 листопада 2013 року Національним банком України введено в обіг пам'ятну ювілейну монету «Борис Грінченко» номіналом 2 гривні.
У Центральному державному архіві-музеї літератури і мистецтва України зберігається особовий фонд Б.Грінченка (№ 15), який містить 80 одиниць зберігання архівних документів за 1697—1910 рр. Історія формування фонду розпочалася у 1967 р. Перше надходження архівних документів здійснила Галина Маркіянівна Ткаченко, дружина українського письменника Юрія Петровича Дольд-Михайлика (справжнє прізвище — Михайлик). Частина матеріалів фонду надійшла у грудні 1974 р. від Центрального державного історичного архіву УРСР. Справи фонду систематизовані за хронологією, листування — за алфавітом. Документи Б.Грінченка характеризують його як активного громадського діяча, дають уявлення про коло його зацікавлень, розкривають деякі обставини життя його родини.
В Львівському національному літературно-меморіальному музеї Івана Франка зберігається унікальна світлина Бориса Грінченка, датована 1901 роком, з його автографом.

### Київський столичний університет імені Бориса Грінченка
Науково-педагогічний склад, студенти Київського столичного університету імені Бориса Грінченка доглядають могилу Вченого у Києві на Байковому кладовищі.
До 145-ї річниці з дня народження Б. Грінченка було розроблено нагрудний знак «За особистий внесок у розвиток Університету» та запроваджено іменну стипендію найкращим студентам.
Перший нагрудний знак «За особистий внесок у розвиток Університету» з барельєфом Грінченка передані дружині колишнього ректора Міжрегіонального інституту удосконалення вчителів Віктора Григоровича Слюсаренка (нині покійного).
У 2011 році до 20-ї річниці незалежності України в Києві було відкрито пам'ятник Борису Грінченку, збудований коштом викладачів та студентів Київського столичного університету імені Бориса Грінченка за підтримки Київської міської державної адміністрації.
Біографічно-літературний портал «Грінченко онлайн» містить результати досліджень про життя та творчість Бориса Дмитровича, а також найповнішу в інтернеті бібліотеку його творів, унікальність котрої полягає в наявності хронологічного категоризатора за періодами художньої діяльності автора. Ресурс був розроблений студентами-інформатиками Іваном Степурою та Миланою Сабліною, які посіли з ним І місце на Всеукраїнській студентській науково-практичній конференції «Борис Грінченко очима студентів XXI століття».
8 грудня 2023 року, в Київському столичному університеті імені Бориса Грінченка відбулися урочистості до Дня Університету, 160-ої річниці від дня народження Бориса Грінченка та 30-річчя відновлення імені Бориса Грінченка в назві Університету «Грінченко — наш сучасник».

### Музей на Луганщині

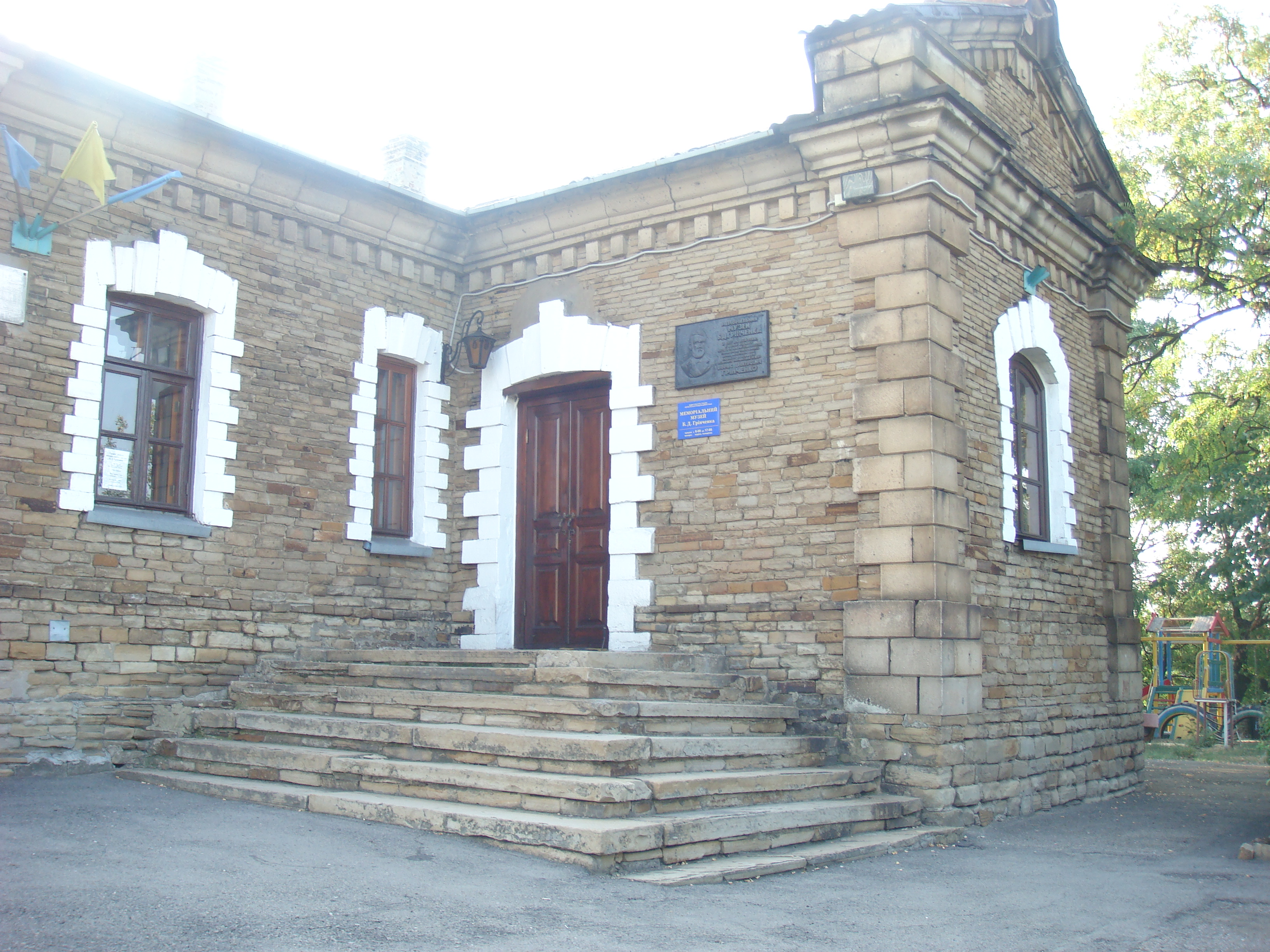
Музей Бориса Грінченка

У селі Олексіївка Перевальського району розташований «Меморіальний музей Б. Д. Грінченка». «До музею веде короткий степовий шлях. На подвір'ї Олексіївської школи — стара будівля, перед якою височить пам'ятник талановитому педагогу, видатному письменнику і публіцисту, критику і мовознавцю, видавцю та громадському діячу — Борису Дмитровичу Грінченку.»
У Постанові ВРУ 2013 року про відзначення 150-річчя з дня народження Бориса Грінченка відзначено, що до дня народження (9 грудня) силами Луганської облради та Луганської ОДА буде забезпечено ремонтні та реставраційні роботи у меморіальному музеї Б. Д. Грінченка в смт Михайлівці Перевальського району Луганської області.